# کتابخانه آمبروزیانا
کتابخانه آمبروزیانا (ایتالیایی: Biblioteca Ambrosiana) یک کتابخانهٔ تاریخی است که در شهر میلان ایتالیا واقع شده‌است. «گالری تصاویر آمبروزیانا» هم که یک گالری هنری آثار میلانی است، در این کتابخانه قرار دارد.
این کتابخانه که نامش را از قدیس نامدار میلان آمبروز (سانت‌آمبروجو) می‌گیرد، در سال ۱۶۰۹ میلادی توسط کاردینال فدریکو برمئو بنیان‌گذاری شد که نمایندگان خودش را به سرتاسر اروپای غربی و حتی یونان و سوریه فرستاد تا دست‌نوشته‌ها و کتاب‌های گوناگون را جمع‌آوری کرده و با خود برای کتابخانه بیاورند. برخی از دستاوردهای مهم آنها، نسخه‌های خطی صومعه بندیکتین بوبیو (۱۶۰۶) و کتابخانه انسان‌گرای اهل پادووا جان وینچنتسو پینلی بودند که بیش از ۸۰۰ نسخه خطی آن، ۷۰ جعبهٔ پُر شد که به میلان ارسال و شامل آثار معروفی چون نسخهٔ اصلی ایلیاد بود.
در ۱۵ اکتبر ۱۸۱۶ لرد بایرون از این کتابخانه بازدید کرد و در آن نامه‌های ردوبدل‌شده میان لوکرتسیا بورجا و پیترو بمبو را دید و آنرا «زیباترین نامه‌های عاشقانه جهان» نامید و ادعا کرد که توانسته شاخه‌ای از موی لوکرتسیا را که «زیباترین و بلوندترین موی قابل تصور است» از موزهٔ آنجا بدزدد. از میان نسخه‌های خطی این کتابخانه که شامل متون لاتین، عبری، سوری، عربی، اتیوپیایی، ترکی و فارسی است، می‌توان به قطعه موراتوری متعلق به حوالی ۱۷۰ پس از میلادی و نخستین نمونهٔ حکم کتاب مقدس، نسخهٔ اصلی در باب تناسب الهی اثر لوکا پاچیولی و قوانین آتلانتیک اثر لئوناردو داوینچی اشاره کرد. همچنین در میان نسخ خطی عربی و مسیحی، می‌توان به رساله‌های پزشکی، یک دیوان شعر منحصربه‌فرد و قدیمی‌ترین نسخهٔ سیبویه اشاره نمود.